# Vit sefyrlilja
Vit sefyrlilja (Zephyranthes candida) är en art i sefyrliljesläktet från Peru, Paraguay, Uruguay och Argentina.
Arten odlas ibland som krukväxt.
Lök äggformad, cirka 2,5 cm i diameter. Blad till 38 cm långa, 3–5 mm breda. Blomstjälkar 15–23 cm höga. Stödblad 2,5 cm, cylindriskt nertill, ej kluvet. Blomstjälk mer än 1,5 cm lång. Blommor vita, ibland något tonade i rött, blompip saknas. Blommar under sommar och höst.

## Sorter
- 'Major' - har något större blommor.

## Odling
Placeras mycket ljust. Flera lökar planteras i väldränerad jord tidigt på vårvintern i en relativt stor kruka, lökspetsarna skall sticka upp ovanför jorden. Vattna sparsamt tills tillväxten kommit igång, sedan rattnas regelbundet och de skall helst inte torka ut helt, vintertid torrare. Bladen vissnar inte ner helt under vintern. Rumstemperatur, övervintras helst svalt 8-10°C. Svag gödning regelbundet under tillväxtsäsongen. Förökas genom delning eller frösådd.

## Synonymer
- Amaryllis candida Lindley, 1823
- Argyropsis candida (Lindley) M.Roemer, 1847
- Atamosco candida (Lindl.) Sasaki, 1933
- Plectronema candida (Lindley) Rafinesque, 1836